# Australopithecus anamensis
A Australopithecus anamensis egy körülbelül négy millió éve élt korai emberfaj. Közel száz kövülete ismert Kenyából, és Etiópiából, amik több mint 20 egyedet képviselnek. Elfogadott hogy az A. anamensis az A. afarensis őse. Az Australopithecus anamensis a legkorábbi hominin faj a Turkana-medencében. Mivel képtelenség nagy mennyiségű kövületet találni a kutatók nem képesek sok korai homonidát megkülönböztetni.

## Felfedezése
Az első kövületét egy karcsonttöredéket 1965-ben találták a Turkana-tónál a Kanapoi-régióban egy pliocén rétegben. A Kanapoi kövületek kora  4.0 és 4.5 millió év közötti a fauna korrelációs adatok szerint.
1994-ben Meave Leakey és Alan Walker számos további homonida töredéket találtak beleértve egy teljes alsó állkapocscsontot ami szorosan hasonlít a közönséges csimpánzéra (Pan troglodytes), de a fogai nagyobb mértékben hasonlítanak az emberére. A korlátozott elérhető posztkraniális bizonyíték alapján úgy tűnik hogy két lábon járt, bár a felső végtagjai megőriztek néhány primitív jellemzőt.
1995-ben Meave Leakey és társai az Australopithecus afarensis és az új leletek közti különbségek miatt, azokat egy új fajhoz rendelték hozzá az A. anamensishez. Leakey megállapította hogy ez a faj független bármilyen másiktól. És nem képviseli bármilyen típus köztes faját.
Bár a feltáró csapat nem talált csípőt, lábat vagy lábszárat, Meave Leakey úgy véli hogy az Australopithecus anamensis gyakran mászott fel fákra. A famászó viselkedést korai homininák az az első Homo faj megjelenéséig megőrizték, körülbelül 2,5 millió évvel ezelőttig. Sok jellemzőjében osztozik az Australopithecus afarensisel, és lehet hogy a közvetlen őse. Az A. anamensis kövületek 4,2- 3,9 millió évesek, a közelmúltbeli rétegtani sorozat kormeghatározás szerint  körülbelül 4.1–4.2 millió évesek. Két vulkáni hamuréteg közti mintákat is találtak, amiknek a kora 4.17-4.12 millió év, ami egybeesik az A. afarensis megjelenésével.[forrás?]
A kövületek (összesen huszonegy) tartalmaznak felső és alsó állkapcsot, koponya-töredékeket, valamint egy lábszárcsont (sípcsont) felső és alsó részeit. Továbbá egy felkarcsont töredéket.
Újabban Északkelet-Etiópiában találtak 30 A. anamensis kövületet, amiknek a környezete erdőség volt. Beleértve a valaha talált legnagyobb hominda szemfogat, és a legkorábbi Australopithecus combcsontot. A kövületeket olyan területen találták ahol számos más modernebb Australopithecust is találtak, és csak hat 9,7 km-re fekszik az Ardipithecus ramidus felfedezés helyétől, ami a legmodernebb felfedezett Ardipithecus faj. Az Ardipithecus  egy primitívebb homonida volt, az Australopithecus előtti lépésnek tekintik az az evolúciós fán. Az A. anamensis lelet körülbelül 4,2 millió éves, az Ar. ramidus lelet 4,4 millió éves, csak 200.000 év van a két faj között, és kitölti az üres helyet az Australopithecus előtti homonida evolúciós idővonalon.

## Környezete
Kenyában találták pontosabban Kelet-Turkanánál. Stabil izotóp elemzés miatt úgy gondolják hogy zárt erdő vette körül a Turkana tavat. Az erdők legnagyobb sűrűsége az Allia Baynál volt az ősi Omo folyó mentén.